# سید جواد شهرستانی (سیاستمدار)
سید جواد شهرستانی (۱۳۰۳ مشهد – ۱۸ تیر ۱۳۹۵ مشهد) مهندس دانش‌آموخته دانشکده فنی دانشگاه تهران بود. او در دوران پیش از انقلاب ۱۳۵۷ مسئولیت‌هایی همچون وزارت راه و ترابری، شهرداری تهران، شهرداری مشهد و همچنین استانداری کرمانشاه را بر عهده داشت.

## زندگی
جواد شهرستانی فرزند سید هاشم شهرستانی (دبیرالکتاب و مصحح کتب خطی آستان قدس رضوی) در سال ۱۳۰۳ خورشیدی در مشهد متولد شد. پس از طی دوران تحصیل در دبیرستان ابن یمین و فردوسی مشهد و قبولی در کنکور دانشکده فنی دانشگاه تهران به عنوان دانشجوی رشته فنی دانشکده افسری از مهرماه سال ۱۳۲۴ وارد خدمت ارتش شد و تا درجه ستوان یکمی در دانشگاه تهران به تحصیل اشتغال داشت. پس از تسلیم پایان‌نامه فوق‌لیسانس خود در رشته الکترومکانیک از دانشکده فنی دانشگاه تهران در سال ۱۳۲۸ به لشکر ۸ خراسان منتقل شد و درجه سروانی به عنوان رئیس تعمیرگاه مخابرات و از سال ۱۳۳۷ که به درجه سرگردی نائل گردید در پست سازمانی معاون مخابرات لشکر ۸ خراسان برای برقراری ارتباطات مخابراتی لشکر با کلیه واحدهای تابع بخصوص مرزهای خراسان و سپاه و ستاد ارتش انجام وظیفه می‌کرد.
تا در مهرماه سال ۱۳۳۹ بنا به درخواست رئیس دانشگاه فردوسی مشهد و موافقت ارتش با حفظ کلیه سوابق خدمتی به دانشگاه فردوسی مشهد منتقل گردید. او از نظر نحوه خدمات نظامی در طبقه‌بندی ارتش بین همقطاران رسته فنی نفر اول بود.

### مرگ
جواد شهرستانی در خردادماه ۱۳۹۵ به علت بیماری ذات‌الریه به مدت چند هفته در بیمارستان امام رضای مشهد بستری شد. وی ساعت ۲ بامداد ۱۸ تیر ۱۳۹۵ بر اثر عوارض بیماری در بخش آی.سی. یو این بیمارستان در سن ۹۲ سالگی درگذشت.

## فعالیت‌ها
جواد شهرستانی با موافقت ارتش در فرودین ماه ۱۳۲۹ به تدریس فیزیک در دانشگاه پزشکی مشهد و پس از تأسیس دانشکده علوم مسئولیت تدریس فیزیک الکترونیک را در آن دانشکده به عهده گرفت.
پس از انتقال به دانشگاه فردوسی به مدت یکسال از طریق دانشگاه برای تحقیق و مطالعات به (ساکله) مرکز تحقیقات رسمی فرانسه اعزام گردید.
از جمله سایر اقدامات دانشگاهی او مساعدت برای تأسیس دانشکده علوم در کرمانشاه (دانشگاه رازی کنونی) و قبول عضویت هیئت امنای آن و همچنین حضور در جلسات هیئت امنای دانشگاه فردوسی از سال ۱۳۵۲ تا سال ۱۳۵۶ است. او تا پیش از وفات نیز در بنیاد دانشگاهی فردوسی فعال بود.
او همچنین در خرداد ۱۳۴۳ به عنوان اولین رئیس هیئت مدیره و مدیر عامل برق منطقه‌ای خراسان انتخاب شد.
وی نسبت به خرید و نصب و بهره‌برداری از دو دستگاه توربین بخار به ظرفیت ۲۵۰۰۰ کیلو وات (بیش از دو برابر ظرفیت نیروگاه موجود آن زمان) و احداث شبکه انتقال و توزیع نیرو ایجاد شبکه روشنایی شهر مشهد اقدام کرد و تا سال ۱۳۴۷ در شرکت برق مشهد بود.
یکی از اقدامات او احداث کوی آب و برق و بنای منازل مسکونی برای کارکنان و کارگران آب و برق مشهد است.
شهرستانی پس از آنکه از ارتش به دانشگاه منتقل شد علاوه بر تدریس فیزیک در دانشکده‌های پزشکی مشهد و ریاست هیئت مدیره و مدیر عاملی برق منطقه‌ای خراسان که تا سال ۱۳۴۷ ادامه داشت از خرداد سال ۱۳۴۳ تا تیر سال ۱۳۴۵ به عنوان شهردار مشهد انتخاب شد. در این دوران شهرداری مشهد به عنوان شهرداری نمونه کشور انتخاب و معرفی گردید و به همین دلیل در سال ۱۳۴۷ که برای اولین بار انجمن شهر تهران از طرف مردم انتخاب و تشکیل شد به اتفاق آراء او را به عنوان شهردار تهران انتخاب کرد. این مسئولیت بیش از یکسال ادامه داشت. سپس او به مدت ۴ سال از ۱۳۴۸ تا ۱۳۵۲ استاندار کرمانشاه بود (در دوران مسئولیتش به عنوان استاندار، کرمانشاه در زمینه فضای سبز و درختکاری به عنوان استان نمونه کشور انتخاب گردید). او ۳ سال نیز وزیر راه و ترابری بود و در سال ۱۳۵۶ به عضویت هیئت رئیسه کانون مهندسین ایران درآمد و پس از آن نیز به عنوان رئیس انجمن مهندسین فارغ‌التحصیل دانشکده فنی انتخاب و برای دومین بار شهردار تهران شد.
با تشدید فعالیت‌های انقلاب اسلامی و ورود آیت‌الله خمینی به ایران، در تاریخ شنبه ۱۴ بهمن ۱۳۵۷ شهرستانی تقاضا کرده بود با خمینی ملاقات و گفتگو کند که خمینی این گفتگو را مشروط به استعفای شهرستانی کرد. پس از استعفای شهرستانی خمینی با او گفتگو و او را مأمور اداره شهرداری کرد. خبرنگار سیاسی اطلاعات که در اتاق حضور داشت شاهد این سخنان بود. جواد شهرستانی گفت: بنابر خواست اکثریت ملت ایران و تصمیم قاطع ملت، شما رهبر انقلابی هستید که به برکت اسلام به پیروزی خواهد رسید و از آنجا که دولت فعلی غیرقانونی است و این غیرقانونی بودن از سوی ملت ایران و شخص امام مکرراً بازگو شده‌است، من از سمت خود به عنوان شهردار تهران استعفا می‌دهم. شهرستانی سپس استعفانامه خود را که بر اساس همین جملات تنظیم شده بود، تسلیم خمینی کرد.
وی سپس گفت: اگر امام ضروری بدانند به عنوان شهردار امام خمینی - نه شهردار دولت - به سر کار خود بازخواهم گشت. خمینی خواست که این مسئله به متن استعفانامه اضافه شود تا تصمیم مقتضی را به اطلاع شهرستانی برساند. این اولین استعفای یک مقام رسمی و عالی‌رتبه منتخب و منتصب رژیم پهلوی می‌باشد که در روزهای بحرانی انقلاب تأثیر بسزایی در سقوط دولت شاپور بختیار و پایان بخشیدن به نظام شاهنشاهی داشته‌است، البته قبل از او خیلی از دولتمردان رژیم پهلوی یا استعفا داده یا از کشور فرار کرده بودند. شهرستانی تا پیش از وفات در بخش خصوصی به عنوان مجری مجتمع گردشگری گلستان شاندیز به کارهای عمرانی و در بنیاد دانشگاه فردوسی و خیریه جامعه یاوری خراسان به کارهای اجتماعی مشغول بود.